# Natação no Campeonato Mundial de Esportes Aquáticos de 2017 - 200 m borboleta feminino
A prova dos 200 metros borboleta feminino da natação no Campeonato Mundial de Esportes Aquáticos de 2017 ocorreu nos dias 26 de julho e 27 de julho em Budapeste na Hungria.

## Recordes
Antes desta competição, os recordes mundiais e do campeonato nesta prova eram os seguintes:
| Tipo                  | Atleta            | Tempo   | Local | Data                  |
| --------------------- | ----------------- | ------- | ----- | --------------------- |
|                       | Liu Zige          | 2:01.81 | Jinan | 21 de outubro de 2009 |
| Recorde do campeonato | Jessicah Schipper | 2:03.41 | Roma  | 30 de julho de 2009   |

## Medalhistas
| Ouro                  | Prata                  | Bronze               |
| Mireia Belmonte (ESP) | Franziska Hentke (GER) | Katinka Hosszú (HUN) |

## Resultados

### Eliminatórias
Esses foram os resultados das eliminatórias. Foram realizadas no dia 26 de julho com início às 10:17. 
| Pos. | Bateria | Raia | Nadadora             | Nacionalidade  | Tempo   | Notas            |
| ---- | ------- | ---- | -------------------- | -------------- | ------- | ---------------- |
| 1    | 4       | 6    | Katinka Hosszú       | Hungria        | 2:07.25 | Q                |
| 2    | 4       | 3    | Zhang Yufei          | China          | 2:07.50 | Q                |
| 3    | 4       | 4    | Mireia Belmonte      | Espanha        | 2:07.59 | Q                |
| 4    | 4       | 5    | Zhou Yilin           | China          | 2:07.72 | Q                |
| 5    | 3       | 3    | Liliána Szilágyi     | Hungria        | 2:07.73 | Q                |
| 6    | 2       | 2    | An Se-hyeon          | Coreia do Sul  | 2:08.06 | Q                |
| 6    | 3       | 4    | Franziska Hentke     | Alemanha       | 2:08.06 | Q                |
| 8    | 3       | 7    | Stefania Pirozzi     | Itália         | 2:08.84 | Q                |
| 8    | 2       | 5    | Hali Flickinger      | Estados Unidos | 2:08.84 | Q                |
| 10   | 4       | 1    | Dakota Luther        | Estados Unidos | 2:08.86 | Q                |
| 11   | 3       | 5    | Brianna Throssell    | Austrália      | 2:08.98 | Q                |
| 12   | 2       | 4    | Suzuka Hasegawa      | Japão          | 2:09.10 | Q                |
| 13   | 2       | 1    | Ilaria Bianchi       | Itália         | 2:09.12 | Q, RET           |
| 14   | 4       | 2    | Alys Thomas          | Reino Unido    | 2:09.13 | Q                |
| 15   | 3       | 6    | Hiroko Makino        | Japão          | 2:09.14 | Q                |
| 16   | 4       | 7    | Anja Klinar          | Eslovênia      | 2:09.21 | Q                |
| 17   | 3       | 2    | Martina van Berkel   | Suíça          | 2:09.34 | Q                |
| 18   | 2       | 7    | Park Su-jin          | Coreia do Sul  | 2:09.44 |                  |
| 19   | 3       | 1    | Joanna Maranhão      | Brasil         | 2:09.77 |                  |
| 20   | 2       | 6    | Svetlana Chimrova    | Rússia         | 2:09.86 |                  |
| 21   | 2       | 3    | Charlotte Atkinson   | Reino Unido    | 2:10.68 |                  |
| 22   | 3       | 0    | Klaudia Naziębło     | Polónia        | 2:11.34 |                  |
| 23   | 4       | 9    | Barbora Závadová     | Chéquia        | 2:12.09 | Recorde nacional |
| 24   | 2       | 0    | María José Mata      | México         | 2:12.82 |                  |
| 25   | 2       | 9    | Anna Ntountounaki    | Grécia         | 2:12.90 |                  |
| 26   | 4       | 8    | Anastasia Guzhenkova | Rússia         | 2:13.65 |                  |
| 27   | 3       | 8    | Helena Gasson        | Nova Zelândia  | 2:13.71 |                  |
| 28   | 3       | 9    | Maj Howardsen        | Dinamarca      | 2:13.88 |                  |
| 29   | 2       | 8    | Isabella Paéz        | Venezuela      | 2:14.98 |                  |
| 30   | 1       | 4    | Azra Avdic           | Peru           | 2:15.09 |                  |
| 31   | 4       | 0    | Virginia Bardach     | Argentina      | 2:15.15 |                  |
| 32   | 1       | 5    | Alicia Mancilla      | Guatemala      | 2:20.58 |                  |
| 33   | 1       | 3    | Damini Gowda         | Índia          | 2:28.95 |                  |
| 34   | 1       | 2    | Lara Aklouk          | Jordânia       | 2:32.35 |                  |
| 35   | 1       | 6    | Alania Suttie        | Samoa          | 2:35.11 |                  |

### Semifinal
Esses foram os resultados das semifinais. Foram realizadas no dia 26 de julho com início às 18h25. 
Semifinal 1
| Pos. | Raia | Nadadora           | Nacionalidade  | Tempo   | Notas |
| ---- | ---- | ------------------ | -------------- | ------- | ----- |
| 1    | 5    | Zhou Yilin         | China          | 2:06.63 | Q     |
| 2    | 7    | Suzuka Hasegawa    | Japão          | 2:07.01 | Q     |
| 3    | 4    | Zhang Yufei        | China          | 2:07.11 | Q     |
| 4    | 3    | An Se-hyeon        | Coreia do Sul  | 2:07.82 | Q     |
| 5    | 6    | Hali Flickinger    | Estados Unidos | 2:07.89 |       |
| 6    | 1    | Hiroko Makino      | Japão          | 2:07.95 |       |
| 7    | 8    | Martina van Berkel | Suíça          | 2:08.71 |       |
| 8    | 2    | Dakota Luther      | Estados Unidos | 2:09.55 |       |

Semifinal 2
| Pos. | Raia | Nadadora          | Nacionalidade | Tempo   | Notas |
| ---- | ---- | ----------------- | ------------- | ------- | ----- |
| 1    | 6    | Franziska Hentke  | Alemanha      | 2:06.29 | Q     |
| 2    | 5    | Mireia Belmonte   | Espanha       | 2:06.71 | Q     |
| 3    | 4    | Katinka Hosszú    | Hungria       | 2:07.37 | Q     |
| 4    | 3    | Liliána Szilágyi  | Hungria       | 2:07.67 | Q     |
| 5    | 2    | Stefania Pirozzi  | Itália        | 2:08.62 |       |
| 6    | 1    | Alys Thomas       | Reino Unido   | 2:08.72 |       |
| 7    | 8    | Anja Klinar       | Eslovênia     | 2:09.31 |       |
| 8    | 7    | Brianna Throssell | Austrália     | 2:10.58 |       |

### Final
A final foi realizada em 27 de julho às 18h34. 
| Pos.              | Raia | Nadadora         | Nacionalidade | Tempo   | Notas            |
| ----------------- | ---- | ---------------- | ------------- | ------- | ---------------- |
| Medalha de ouro   | 3    | Mireia Belmonte  | Espanha       | 2:05.26 |                  |
| Medalha de prata  | 4    | Franziska Hentke | Alemanha      | 2:05.39 |                  |
| Medalha de bronze | 7    | Katinka Hosszú   | Hungria       | 2:06.02 |                  |
| 4                 | 8    | An Se-hyeon      | Coreia do Sul | 2:06.67 | Recorde nacional |
| 5                 | 2    | Zhang Yufei      | China         | 2:07.06 |                  |
| 6                 | 6    | Suzuka Hasegawa  | Japão         | 2:07.43 |                  |
| 7                 | 1    | Liliána Szilágyi | Hungria       | 2:07.58 |                  |
| 8                 | 5    | Zhou Yilin       | China         | 2:07.67 |                  |

Legenda
| Recorde mundial       | Recorde mundial (World record)               |                       | Recorde africano                      | Recorde africano (African) |                                           | Q | Classificado por posição (Qualified) |
| Recorde do campeonato | Recorde do campeonato (Championship record)  | Recorde da América    | Recorde da América (Americas)         | q                          | Classificado por melhor tempo (Qualified) |   |                                      |
| Melhor marca do ano   | Melhor marca do ano (World leading)          | Recorde asiático      | Recorde asiático (Asian)              | DNS                        | Não largou (Did not start)                |   |                                      |
| Recorde nacional      | Recorde nacional (National record)           | Recorde europeu       | Recorde europeu (European)            | DNF                        | Não terminou (Did not finish)             |   |                                      |
| Recorde pessoal       | Recorde pessoal do atleta (Personal best)    | Recorde da Oceania    | Recorde da Oceania (Oceania)          | DSQ / DQ                   | Desclassificado (Disqualified)            |   |                                      |
| Recorde da temporada  | Recorde da temporada do atleta (Season best) | Recorde sul-americano | Recorde sul-americano (South America) | NM                         | Sem marca (No mark)                       |   |                                      |